# Sonia Castañeda
Sonia Castañeda Rial (26 de noviembre de 1973) es una abogada española especializada en la conservación de la naturaleza y el cambio climático. Entre 2012 y 2020 fue directora de la Fundación Biodiversidad y, en 2021, se convirtió en miembro del Consejo de la Unión Internacional para la Conservación de la Naturaleza (UICN).

## Trayectoria
Castañeda se licenció en Derecho por la Universidad Autónoma de Madrid (UAM) en 1996 y es Máster en Organización Jurídica, Económica y Social del Medio Ambiente por la Escuela de Organización Industrial. Empezó su carrera profesional como consultora ambiental en distintas empresas y despachos de abogados. En 2004 comenzó a trabajar en la Fundación Biodiversidad del Ministerio para la Transición Ecológica y el Reto Demográfico como directora de Internacional, responsable de la puesta en marcha de programas para el impulso de la economía y el empleo, la gestión de fondos europeos y la cooperación internacional con África y América Latina.  
De 2012 a 2020, ocupó el cargo de directora de la fundación y fue la responsable de la Subdirección para la Transición Verde, trabajando en proyectos como el Programa Empleaverde+, el Programa Pleamar, la Iniciativa Española Empresa y Biodiversidad (IEEB) o la Red Emprendeverde. En 2016 fue una de las ocho mujeres más influyentes en la protección del medioambiente en España y en 2022 fue nombrada por la Fundación Marqués de Oliva como la segunda persona más influyente de España en el área de sostenibilidad.
Castañeda forma parte de distintos consejos, juntas, patronatos y jurados nacionales e internacionales. Entre ellos, desde 2021 es Consejera de la Unión Internacional para la Conservación de la Naturaleza (UICN), organización creada en 1948, integrada por más de 1.400 organizaciones y 16.000 personas expertas, considerada como la autoridad global del estado de la naturaleza y de las medidas para protegerla. También es miembro de la junta directiva de la Sociedad Geográfica Española, cuyo  objetivo es revitalizar la geografía y el viaje, la exploración del planeta, la difusión del saber científico y la conciencia ecológica.
En 2023, visitó la Antártida como parte de la red global Homeward Bound para mujeres STEM que impulsa el liderazgo femenino para garantizar la sostenibilidad del planeta.

## Reconocimientos
Recibió la Cruz del Mérito Civil.
En 2016, fue una de las ocho mujeres más influyentes en la protección del medioambiente en España, junto con Yayo Herrero, Dolores Romano, Odile Rodríguez de la Fuente, Asunción Ruiz, Marta Subirá, Teresa Ribera y Cristina Narbona.
En 2022, fue nombrada por la Fundación Marqués de Oliva como la segunda persona más influyente de España en el área de sostenibilidad.